# Hhadydia Minte
Hhadydia Minte (nacida el 16 de marzo de 1991 en París, Francia) es una jugadora de baloncesto francesa. Con 1.87 metros de estatura, juega en la posición de alero.